# Jodie Sweetin
Jodie Lee Ann Sweetin (* 19. ledna 1982) je americká herečka a moderátorka. Její nejznámější role je Stephanie Tanner v seriálu Plný dům a v jeho spin-offu Fuller House.

## Mládí a kariéra
Jodie se narodila v Los Angeles v Kalifornii. Když byla na střední škole, společně s hercem Matthewem Morrisonem hráli v muzikálu.
Svou kariéru odstartovala už ve čtyřech letech, když účinkovala v reklamě na hot dogy Oscara Mayera. Její první herecká role byla v sitcomu Valerie v roce 1987, kde hrála malou Pamelu. Jeff Franklin ji pak obsadil do role Stephanie Tannerové v seriálu Plný dům, kde začala hrát v roce 1987 až do roku 1995, kdy seriál končil. Po skončení seriál odmaturovala na Los Alamitos High School v Los Alamitos v Kalifornii v roce 1999 a nastoupila na Chapman University v Orange v Kalifornii.

## Osobní život
V roce 2002 ve věku 20 let se provdala za svého prvního manžela, policejního šerifa Shauna Holguina. V roce 2006 se rozvedli.
Téhož roku se potkala s Codym Herpinem a začali spolu chodit v květnu 2007. Vzali se v Las Vegas v Nevadě 14. července 2007. Spolu mají jednu dceru, Zoie Laurelmae Herpin (* 12. května 2008). 19. listopadu 2008 od něj odešla a rozvedli se v roce 2010.
30. května 2010 oznámila, že jejím novým přítelem je Morty Coyle a že čekají dítě. Její dcera Beatrix Carlin Sweetin-Coyle se narodila 31. srpna 2010. V lednu 2011 se spolu zasnoubili a vzali se 15. března 2012 v Beverly Hills. V červnu 2013 podala žádost o rozvod. V lednu 2016 se zasnoubila s Justinem Hodakem. V březnu 2017 se dvojice rozešla.

## Filmografie

### Film
| Rok  | Název                                   | Role              | Poznámky    |
| ---- | --------------------------------------- | ----------------- | ----------- |
| 2006 | Holky jdeme na to aneb putování tučňáků | Tučňák (hlas)     |             |
| 2008 | Small Bits of Happiness                 | Margaret Williams | Krátký film |
| 2009 | Redefining Love                         | Ally              |             |
| 2009 | Port City                               | Nancy             |             |
| 2015 | Walt Before Mickey                      | Charlotte Disney  |             |

### Televize
| Rok       | Název                                    | Role               | Poznámky                       |
| --------- | ---------------------------------------- | ------------------ | ------------------------------ |
| 1987      | Jim Henson Presents Mother Goose Stories |                    |                                |
| 1987      | The Hogan Family                         | Pamela Poole       | díl: „Boston Tea Party“        |
| 1987–95   | Plný dům                                 | Stephanie Tanner   | Hlavní role, 193 dílů          |
| 1989      | The Hogan Family                         | Stephanie          | díl: „Guest Day“               |
| 1992      | It's Christmastime Again, Charlie Brown  | Sally Brown (hlas) | TV krátký pořad                |
| 1996      | Brotherly Love                           | Lydia Lump         | díl: „Downtown Girl“           |
| 1999      | Správná pětka                            | Rhiannon Marcus    | 3 díly                         |
| 2003      | Ano, drahoušku                           | Maryanne           | díl: „Sorority Girl“           |
| 2007      | Pants-Off Dance-Off                      | Moderátorka        | 2. řada                        |
| 2011      | Can't Get Arrested                       | Jodie              | Hlavní role, 5 dílů            |
| 2012      | Singled Out                              | Leia               | TV film                        |
| 2013      | Obhajoba Santy                           | Beth               | TV film (Ion Television)       |
| 2016–2020 | Fuller House                             | Stephanie Tanner   | hlavní role                    |
| 2016      | Dancing with the Stars                   | Soutěžící          | 22. řada, skončila na 6. místě |
| 2016      | Hollywood Medium with Tyler Henry        | Sama sebe          | díl: „Episode 3“               |
| 2017–2018 | Hollywood Darlings                       | Sama sebe          | hlavní role, 16 dílů           |
| 2017      | Finding Santa                            | Grace Long         | TV film (Hallmark)             |
| 2018      | My Perfect Romance                       | Michelle Blair     | TV film                        |
| 2018      | Strange Ones                             | Michelle           | televizní pilot                |
| 2018      | Entertaining Christmas                   | Kara               | TV film (Hallmark)             |
| 2019      | Love Under the Rainbow                   | Lucy Taylor        | TV film (Hallmark)             |
| 2019      | Merry & Bright                           | Cate Merriwether   | TV film (Hallmark)             |